# Стоян Богоев
Стоян Богоев е български и югославски футболист и треньор.

## Клубна кариера
Започва кариерата си в в Славия (Скопие). Записва 21 мача и 3 гола за Граджански Скопие в първенството на Югославия през сезон 1938/39.
Играе за отбора на Македония (Скопие) от 1941 г.. През 1942 г. достига до финала на първенството на България. Играе в отбора поне до лятото на 1946 г. През 1945 г., вече под името Стоян Богоевски, е част от сборния отбор на социалистическа Македония във възобновеното първенство на Югославия.
През 1947 г. става играещ треньор на Работнички (Скопие) във Втора лига на Югославия. Записва 14 мача и вкарва 2 гола през сезон 1947/48 и още 2 мача през 1952 г.

## Национален отбор
През 1942 г. записва 1 мач за националния отбор на България.

## Треньорска кариера
Ръководи Работнички от 1947 г. През сезон 1951 класира отбора в Първа лига на Югославия. През 1952 г. тимтъ се класира на предпоследното 11-то място в Първа лига и изпада в републиканската лига на Македония. На следващия сезон Работнички печели титлата на Македония и се завръща в югославския шампионат. През 1954 г. се класира на последното 14-то място. След края на сезона Богоев е заменен на треньорския пост от Христо Христовски.
Работи като треньор и в Турция.